# ノイズリダクション
ノイズリダクション (Noise reduction) とは、音声や映像（動画）などといった信号に含まれるノイズを抑圧・軽減する、信号処理の一種である。
使われる場所・目的はさまざまであるが、主なものとして、撮像素子を高感度で使用した場合に混入を避けられない熱雑音などが発生源のノイズを取り除く、というような原信号を改善するタイプのものと、アナログ磁気記憶において避けられないヒスノイズを軽減するために、記録時に原信号を強調するような変換を掛けておき、再生時にノイズもろとも逆変換を掛けることで、録音再生によるノイズを軽減するタイプのものがある。

## 音声信号
個別のノイズリダクションの詳細に関しては関連項目を参照。
音声帯域におけるノイズリダクションは、特にアナログテープレコーダーのヒスノイズ対策として開発が進んだ。
もっとも原始的には再生時にヒスノイズの目立つ高域を再生時にカットすることから始まり、ついで録音時に高域を持ち上げ再生時に高域を減衰させることでトータルとして周波数特性を補償しながらテープレコーダーから発生するヒスノイズを低減させる方法が取られた。あるいはテープレコーダーのもっともS/N比が良好な部分に信号の振幅を圧縮して記録し、再生時に振幅を拡大するダイナミックレンジ圧縮伸張方式が登場した。ダイナミックレンジに着目した方式としてはdbxが有名だが、再生で専用のデコーダーを通さないと不自然な音になるため、プレーヤーを選ぶことから広くは普及しなかった。
これに対して無音時あるいは低振幅信号時にはカットオフ周波数を下げたローパスフィルターを通し、振幅の大きい信号が入ってきたときにはフィルターのカットオフ周波数を高域に移動させてノイズを低減する試みが行われた。これらは主に電気楽器、電子楽器において用いられた。
デジタル・オーディオ・ワークステーションベースで動作するノイズ低減ソフトウェアは10以上の帯域で特性を個別指定可能な専用ソフト／プラグインも存在する（ドルビーAタイプでは4帯域に分割）ものの、簡易型・専用ソフトに関わらずノイズと音声信号のしきい値（スレッショルド）より音量レベルの低い部分で指定したスピードとタイミングによるダイナミックレンジ伸張を行う基本動作に違いは無い。当然のことだが高周波域を抑えることになるので、鮮明に充分な音量でクリップ無く収録されていなければ、良好な結果は得られない。
iZotopeのRXシリーズはヒスノイズ低減という本来の範疇を超え、スペクトログラムと組み合わせハムノイズを変動するものまで視覚的な認識・除去を容易にした（従来はノッチ・フィルターで周波数固定で切るしかなかった）だけでなく、足音や車の走行音なども不要であれば消し、逆にその音だけを抽出して聴くことも可能。人声では発音時の歯擦音やリップノイズの自動軽減にも対応している。

## 映像信号
テレビやビデオテープレコーダなどの画質改善技術として3次元Y/C分離がある（これ自体は全く「ノイズリダクション」ではない）。アナログのカラーコンポジット映像信号特にNTSCでは、Y（明るさ）と C（色）の信号が、帯域をかぶらせて存在しているため、理想的な分離は不可能である。通常はラインバッファを用いて上下の隣接する走査線間の相関を利用し分離するが、3次元Y/C分離はフレームバッファを用いフレーム間の相関を利用しより高精度の分離を行うものである。視覚上荒れが気になる静止シーンの画質を向上できるが、逆に原理上動きのあるシーンには適用できず、適宜2次元と切り替えなければならないため、一般に動き適応3次元Y/C分離とする必要がある。Y/Cについての詳細はS端子を参照のこと。
他に、アナログ地上波放送のゴーストを低減させるゴーストリダクションという機能がある。画面の端より外の非表示部分に基準信号部（詳細はゴースト除去用基準信号を参照）を置き、受信時にその部分に本来存在しないはずの信号が存在すればそれはゴーストなので、それを元にゴーストを打ち消す逆変換を掛けるものである。

## 無線通信
無線通信ではコンパンダと呼ばれるノイズリダクションが使われる。コンパンダはコンプレッサとエキスパンダのかばん語である。送信機で音声信号のダイナミックレンジを圧縮しておき、受信機では伸長して元のダイナミックレンジに戻す。こうすることで聴感上のS/Nが改善される。ラジオ放送などでは帯域の狭さをカバーするための処理があり「プリエンファシス」と言う。

## さまざまなノイズリダクションシステム
- ドルビーノイズリダクションシステム（DOLBY）
- dbx
- ハイコム
- ANRS
- スーパーANRS
- adres
- SuperD
- コンパンダ
- Burwen（イタリア語版）
- CXノイズリダクション（英語版）システム （レーザービジョンディスク/LDにおける音声ノイズリダクションシステム。元々の技術は米国CBS社のものによる）